# Abdelhamid Escheikh
Abdelhamid Escheikh (arabe : عبد الحميد الشيخ), né le 10 mars 1935 à Tunis et mort le 8 novembre 1999, est un général, diplomate et homme politique tunisien.
ll exerce la fonction de chef d'État-Major des armées au début des années 1980.

## Carrière militaire
À l'indépendance de la Tunisie en 1956, il entame des études de droit avant d'être envoyé en formation à l'École spéciale militaire de Saint-Cyr en France avec d'autres cadres de la future armée tunisienne (promotion Bourguiba). Il continue sa formation au Command and General Staff College en 1965-1966 et à l'École supérieure de guerre en 1970-1972.
Pendant la guerre d'Algérie, il est envoyé dans la zone frontalière pour effectuer des travaux de contrôle. Il est également engagé dans le cadre d'une mission de maintien de la paix de l'ONU au Congo en 1960.
Pendant la crise de Bizerte, il est nommé au sein du l’État-major tactique. Il exerce par la suite la fonction d'attaché militaire auprès de l'ambassade de Tunisie en France. Après son retour en Tunisie, il gravit tous les échelons de l'armée tunisienne jusqu’à en devenir chef d’état-major de l’Armée de terre puis chef d'État-Major des armées. Il est alors le plus jeune officier supérieur à avoir été promu au grade militaire le plus élevé, celui de général de corps d'armée.

## Carrière politique
À la suite du congrès du Parti socialiste destourien en 1979, dont l’organisation est confiée à l'armée tunisienne, il rejoint la diplomatie. Il siège par la suite dans les gouvernements de Hédi Baccouche et de Hamed Karoui où il assume plusieurs responsabilités dont celles de ministre de la Jeunesse et des Sports, ministre des Affaires étrangères et ministre de l'Intérieur.
Entre mai 1991 et septembre 1996, il assume la fonction d'ambassadeur de Tunisie à Khartoum, Alger, Dakar et Paris.

## Rôle sportif
En plus d'avoir été footballeur dans les catégories de jeunes de la Jeunesse sportive métouienne, Abdelhamid Escheikh assure la présidence de quelques fédérations sportives : football, tir et des sports équestres.
Il est aussi chargé de présider le comité d'organisation des Jeux méditerranéens de 2001 organisés en Tunisie, mais meurt deux ans avant l'événement des suites d'une longue maladie ; la fonction est alors attribuée à Habib Ammar.